# 沃爾納特科夫 (北卡羅萊納州)
沃爾納特科夫（英語：Walnut Cove）是一個位於美國北卡羅萊納州斯托克斯縣的城鎮。

## 人口
根據2020年美國人口普查的數據，沃爾納特科夫的面積為6.62平方千米，當中陸地面積為6.53平方千米，而水域面積為0.09平方千米。當地共有人口1586人，而人口密度為每平方千米240人。